# ヨハネス13世 (ローマ教皇)
ヨハネス13世（Ioannes XIII、? - 972年9月6日）は、ローマ教皇（在位：965年10月1日 - 972年9月6日）。出自はローマ貴族のクレシェンツィ（クレッシェンティウス）家。
教皇レオ8世の死（965年の2月 - 4月）ののちに選出される。これは神聖ローマ皇帝オットー1世の同意を得たもので、皇帝・ローマ貴族両者の歩み寄った結果の人選であったが、皇帝側からの支援を受けていることでローマ貴族側からは嫌われていた。そのため965年12月に反乱が起きて一時的に追放され、966年11月までローマに戻れなかった。
帰還後、ヨハネス13世はマクデブルク大司教区の設立を含む教会機構の改革を皇帝とともに行った。さらに、東ローマ帝国や東方正教会の影響を排除するために南イタリアでの幾つかの大司教区の設置もした。
967年の降誕祭の日、オットー2世を副帝として戴冠した。これは東西両教会の和睦ないし統一を目論んでの行為であったとされる。オットー2世はのちに東ローマ皇女テオファヌとの結婚も行っている。
ヨハネス13世の死については、ヨハネス12世と同じく、密通相手の夫によって殺されたという逸話が残っている。